# Садибний будинок у Радванці (Ужгород)
Садибний будинок у Радванці — пам'ятка архітектури національного значення, виникнення якої датується 16 століттям. Розташовується на околиці Ужгорода, за адресою вулиця Дендеші, 8. Споруда належить до найбільш ранніх пам'яток місцевої житлової архітектури. Відома й інша назва споруди — «Будівля Лісництва», виникнення якої пов'язано з тим, що приміщення будівлі тривалий час використовувалось для потреб місцевого лісництва
.Охоронний номер будівлі — 167.

## Історія
Будинок був збудований у кінці 16 століття. Його відомим власником був граф Іштван Дєньдєші

 — угорський поет та письменник. Споруда належала його родині і саме на її території у 1620 році народився майбутній поет. Споруда була оновлена, відбулась її реконструкція. Проте точна дата цієї події невідома. Паралельно з творчою, переважно письменницькою діяльністю, він займався і справами юридичного спрямування. У наші часи в місті Ужгороді одна з вулиць у мікрорайоні Радванка названа його ім'ям. У 1908 році на фасаді будинку була встановлена меморіальна дошка, яка збереглась і до 21 століття. Окрім офіційної назви будівлі, існують інші: «Будинок Лісництва», «Присадибний будинок графа Дєндеші». Назва «Будинок Лісництва» пояснюється тим, що приміщення у період Австро-Угорської імперії використовувалось для потреб розташованого тут лісництва. У 21 столітті споруда потребує загальних реставраційних та ремонтних робіт. На її території знаходиться відділення «Укрпошти» № 7 та проживають фізичні особи.Площа об'єкту комунального майта становить 46, 3 метрів квадратних та перебуває в оренді з 1 лютого 2001 року згідно з даними департаменту міського господарства Ужгородської міської ради.Деякі історики відносять будинок за адресою вулиця Дєндеші № 8 до найбільш ранніх пам'яток житлової архітектури не тільки в Ужгорода, але й на території усього Закарпаття. Визначається територія пам'ятки певними межами: у північно-східному напрямку по огорожі будинку, Іштвана Дєндеші до межі з ділянкою по цій же вулиці під номером 10. В північно-західному напрямку територія пам'ятки простягається до її огорожі і триває до межі ділянки, яка розташовується на цій же вулиці під номером 6. Пам'ятка архітектури національного значення має свою охоронну зону, для збереження давньої будівлі. Її площа становить 2, 52 га. Стан будинку потребує капітельного ремонту.

## Архітектура
Первозданна архітектура будинку по вулиці Дєндеші не була збережена через архітектурні перебудови, які мали місце в історії будинку. Одноповерхова житлова будівля була створена із цегли. Було спроектоване та побудоване підвальне приміщення
. План побудови: Т-подібний, міститься ризаліт по осі головного фасаду. На фасаді розташовується спеціальна меморіальна дошка, на якій зроблений надпис про власника будинку — угорського поета І.Дєндеші, який народився у цій будівлі у 1620-х роках. Дах будівлі архітектурної пам'ятки у Радванці — чотирьохскатний, містить залом. Внутрішні приміщення будинку були переплановані, проте усередині пам'ятки в невеликому обсязі були збережені перекриття склепінчастого характеру. Розташування приміщень має секційний характер. Будинок відносять до однієї з найбільш ранніх пам'яток архітектури у Ужгороді. Фасади мають класицистичний декор. Стиль будівлі — класицизм
. Руст підкреслює кути архітектурної пам'ятки. Вікна декоровані наличниками та сандриками. Належить до типу житлової архітектури.